# Кондратенко Дмитро Іванович
Дмитро́ Іва́нович Кондратенко (29 березня 1986, м. Кіровоград — 29 березня 2022, Миколаїв) — майор Збройних сил України, учасник російсько-української війни, що загинув під час російського вторгнення в Україну в 2022 році.

## Життєпис
Дмитро Кондратенко народився 29 березня 1986 року в Кіровограді (з 2020 року — Кропивницький). Був співробітником Державної служби спеціального зв'язку та захисту інформації України. Загинув під час ракетного удару по будівлі Миколаївської обласної державної адміністрації 29 березня 2022 року.  Чин прощання з Дмитром Кондратенком та майором Віталієм Касяненком  проходив 1 квітня 2022 року в Кропивницькому. Панахиду за загиблими відслужив єпископ Кропивницький та Голованівський Марк. Обох поховали на Алеї слави Рівнянського кладовища.

## Родина
У загиблого залишилися дружина Аліна та донька Олександра (нар. 2018), які проживають у Миколаєві.

## Нагороди
- орден «За мужність» III ступеня (2022) — за особисту мужність і самовіддані дії, виявлені у захисті державного суверенітету та територіальної цілісності України, вірність військовій присязі.